# ユウロピウム
ユウロピウム（英: europium [jʊˈroʊpiəm]）は、原子番号63の元素である。元素記号は Eu。希土類元素、ランタノイド元素に属する。

## 名称
地名のヨーロッパにちなんで名づけられた。

## 性質
銀白色の金属で、ナイフで切ることができるほど柔らかい。常温、常圧で安定な結晶構造は体心立方構造 (BCC) で、比重は5.24、融点は822 °C、沸点は1527 °C（融点、沸点とも異なる実験値あり）。希土類元素中でも反応性が高いことで知られ、単体は空気中で速やかに酸化され、水に対してはカルシウムと同程度の反応性を持つ。熱水、酸には易溶。アンモニア（液体）に溶ける。ハロゲン元素と反応し3価のハロゲン化物を生成する。
原子価は+2, +3価があり、一般的には3価のほうが安定で、無色の2価のイオンは水溶液中では酸化されやすく、淡桃色の3価のイオンになる。標準酸化還元電位は以下の通りである。
{\displaystyle {\ce {Eu^{3+}(aq){}+{\mathit {e}}^{-}\ =\ Eu^{2+}(aq)\ }}} {\displaystyle (\ E^{\circ }=-0.35\,\mathrm {V} )}
しかし希土類元素中では最も安定な2価状態をとり、硫酸ユウロピウム(II) EuSO4 が水に難溶性であるなど2価の化合物はストロンチウムに類似の性質を示す。このため自然界ではユウロピウムは斜長石などアルカリ土類金属を含む鉱物中に見出されることが多く、モナズ石など通常の希土類鉱物中の含有率は異常に少ない（ユウロピウム異常）。
発光挙動は+3価が赤色であるのに対して、+2価は周辺環境によって青色、緑色、黄色と変化する。

## 用途
カルコゲン化ユウロピウムは磁性半導体として重要。カルコゲンとは硫黄、セレンなどの第16族元素のことである（酸素は除かれる場合がある）。
酸化イットリウム(III) Y2O3などに酸化ユウロピウム(III) Eu2O3 をドープした化合物はブラウン管カラーテレビの発光面、3波長形蛍光灯の蛍光体などに使われている。青色発光ダイオードが製品化されてからは、Euドープのαサイアロンが青色の補色である黄色―琥珀色蛍光体として用いられ、白色ダイオードを実現するのに用いられている。

## 歴史
ウジェーヌ・ドマルセー (E.A.Demarçay) が1896年に発見し、1901年に単離に成功した。
2024年、事故を起こした東京電力福島第一原子力発電所2号機の格納容器から0.7gの物質を採取。物質の簡易鑑定した際にユウロピウム154が検出され、核燃料由来の炉心溶融物（燃料デブリ）である証拠とされた。

## ユウロピウムの化合物
原子価は2価および3価のものがある。
- 酸化ユウロピウム(II) (EuO)
- 酸化ユウロピウム(III) (Eu2O3) - セスキ酸化ユウロピウム
- 塩化ユウロピウム(II) (EuCl2)
- 硫化ユウロピウム(II) (EuS)
- セレン化ユウロピウム(II) (EuSe)
- テルル化ユウロピウム(II) (EuTe)
- オキシ塩化ユウロピウム (EuOCl)
- 硫酸ユウロピウム(III) (Eu2S3O12)
- 硝酸ユウロピウム(III) (EuN3O9)
- 酢酸ユウロピウム(III) (EuC6H9O6)

## 同位体
ユウロピウムの安定同位体は、153Euのみである。しかし、151Euは長い半減期を持った核種であるため、現在の地球において、151Euも天然に比較的まとまった量が存在している。